# Palácio Beloselsky-Belozersky

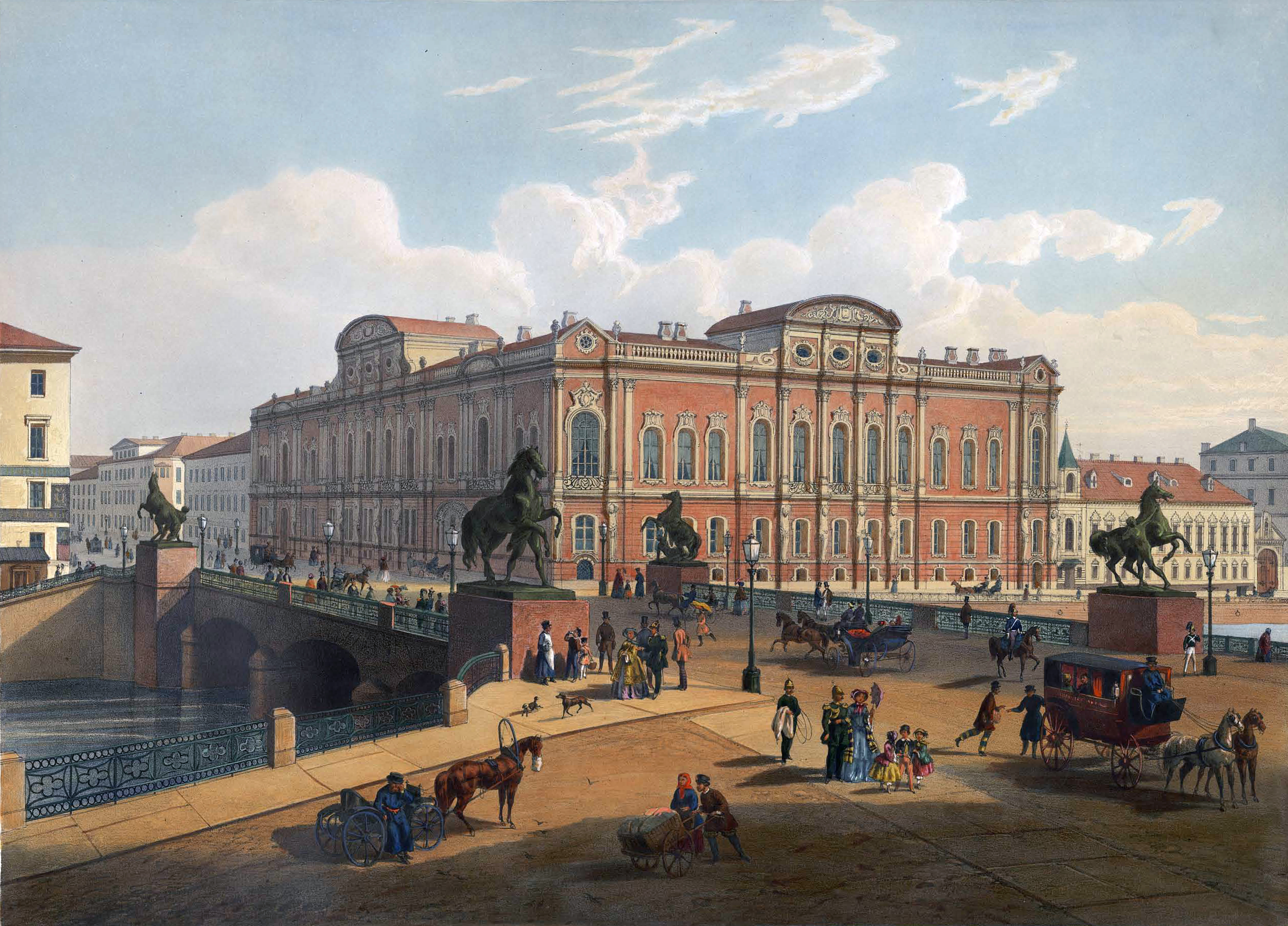
Vista do Palácio Beloselsky-Belozersky e da Ponte Anitchkov na década de 1850.

O Palácio Beloselsky-Belozersky (também conhecido antes da Revolução como Palácio da Grã-Duquesa Isabel Feodorovna, Palácio Sergei e Palácio Dmitry) é um palácio neo-barroco de São Petersburgo, situado na intersecção do Rio Fontanka com a Nevsky Prospekt. O palácio cor de malva encontra paralelo no Palácio Stroganov, desenhado por Bartolomeo Rastrelli na década de 1750, e erguido no lado oposto da Avenida Nevsky.

## História

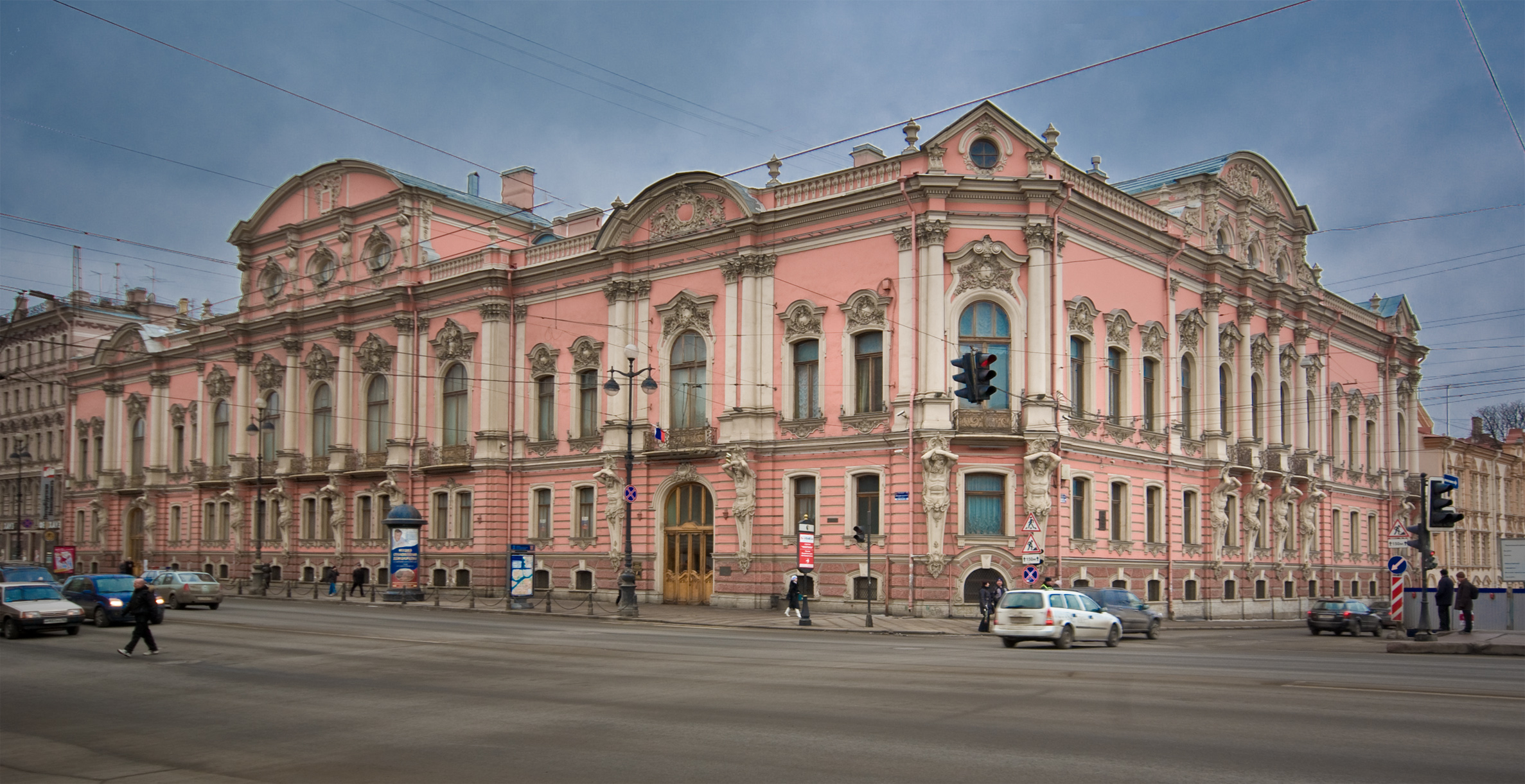
Fachada do Palácio Beloselsky-Belozersky.

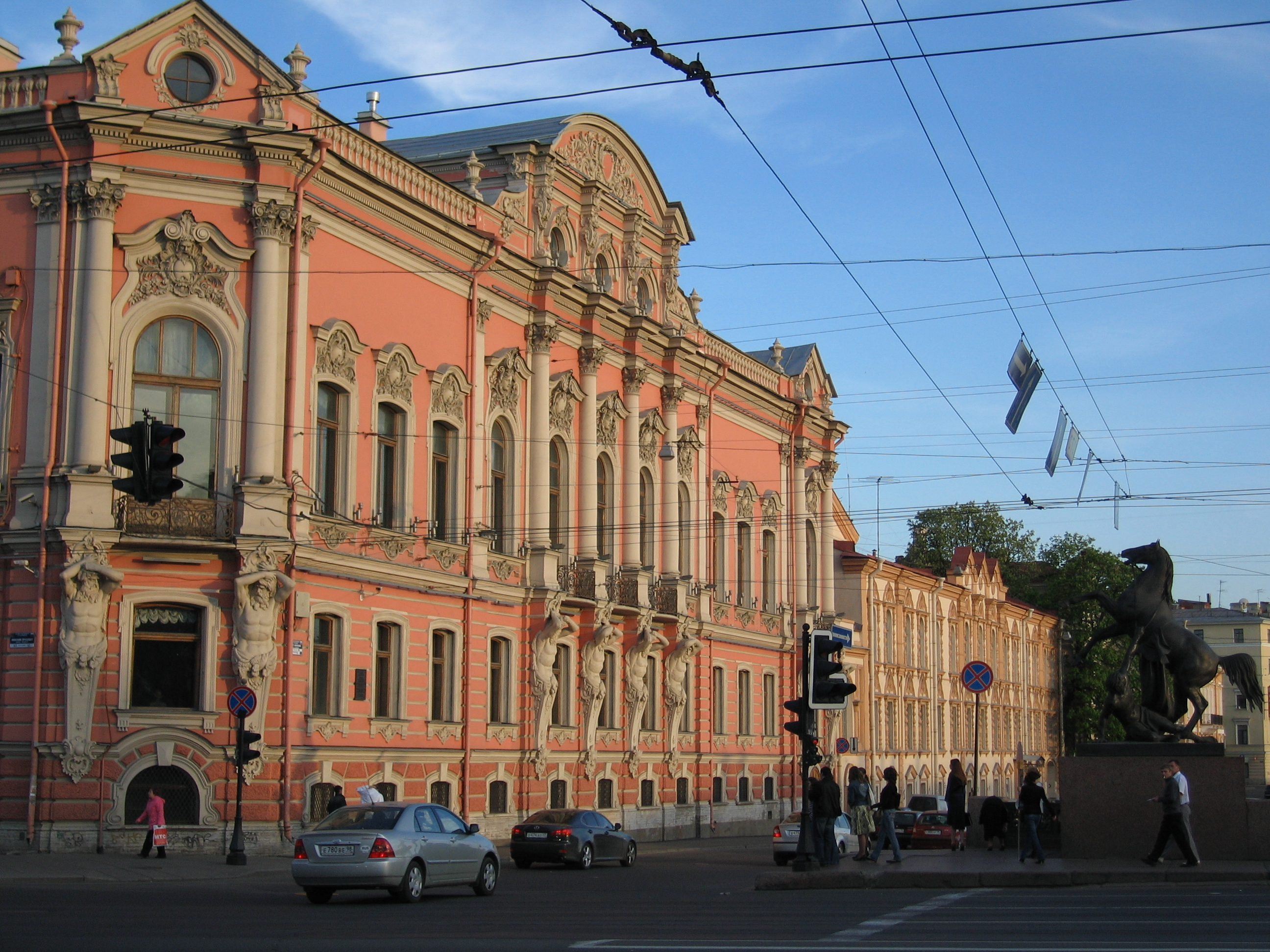
O Palácio Beloselsky-Belozersky visto da Ponte Anitchkov.

O Palácio Beloselsky-Belozersky teve as suas origens numa casa setecentista pertencente à Princesa Beloselskaya-Belozerskaya. Em 1799, esta contratou o arquiteto Fyodor Demertsov para renovar a estrutura numa expressão neoclássica. Depois do falecimento do seu filho, o palácio passou para a viúva deste, que prontamente voltou a casar com o Príncipe Vassili Kochubey, filho do Conde Viktor Kochubey. 
É dito aos turistas que Kochubey desejou que o seu palácio rivalizasse com o Palácio Stroganov, desenhado por Bartolomeo Rastrelli para aquela família no outro lado da rua. Contratou, então, o arquiteto Andreas Stackensneider e David Jensen para que estes produzissem uma réplica daquele palácio. Depois das renovações principais ocorridas entre 1847 e 1848, o  palácio — completado com piano nobile, sala de concertos, pinturas de Charles-Amédée-Philippe van Loo, e igreja palaciana — adquiriu uma deslumbrante aparência rococó, o que contribuiu para que fosse comprado, em 1883, pelo Grão Duque Sérgio Alexandrovich da Rússia, filho do czar Alexandre II da Rússia, para servir de sua residência principal.

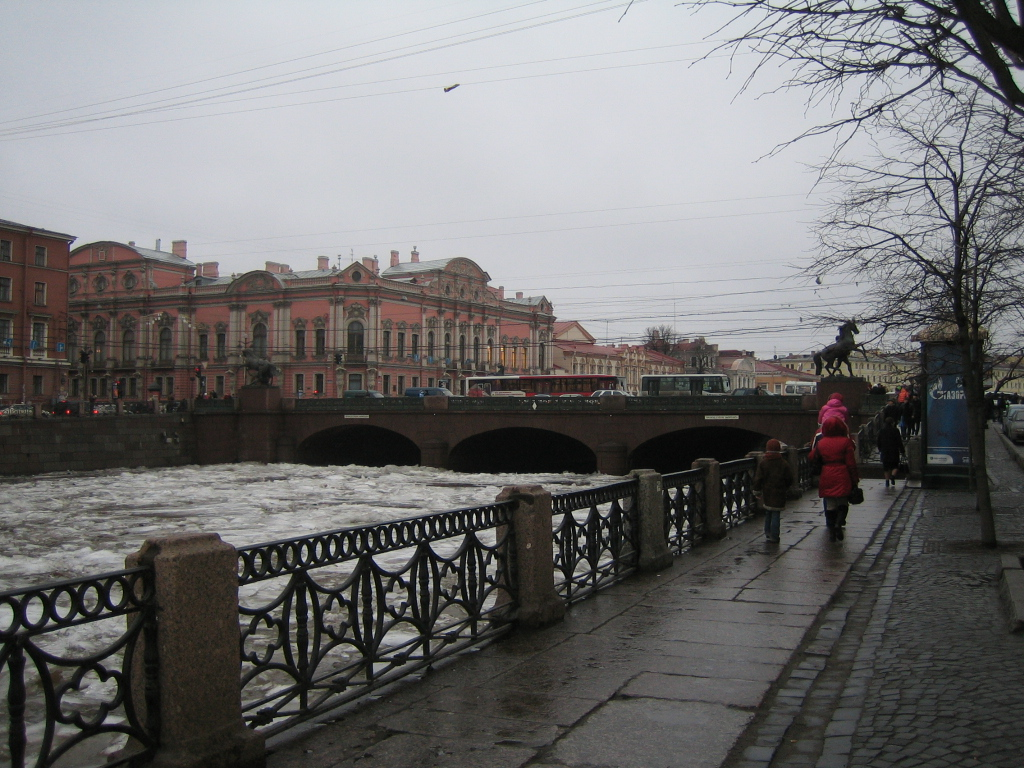
O Palácio Beloselsky-Belozersky no Inverno.

Depois do assassinato de Sérgio Alexandrovich da Rússia, em 1905, a sua viúva, Isabel Feodorovna, tomou o véu e ofereceu o palácio ao seu sobrinho, Demétrio Pavlovich da Rússia. Durante a Primeira Guerra Mundial o palácio alojou o Hospital Anglo-Russo. O Príncipe Dmitry vendeu-o nas vésperas da Revolução Russa de 1917; dois anos depois foi nacionalizado e passou a alojar um Soviet regional até 1991, quando foi designado como um centro cultural municipal. Os interiores rococó sofreram danos consideráveis durante a Segunda Guerra Mundial, tendo sido restaurados para o seu formato original em 1954; atualmente acolhem concertos de câmara para pequenas audiências.

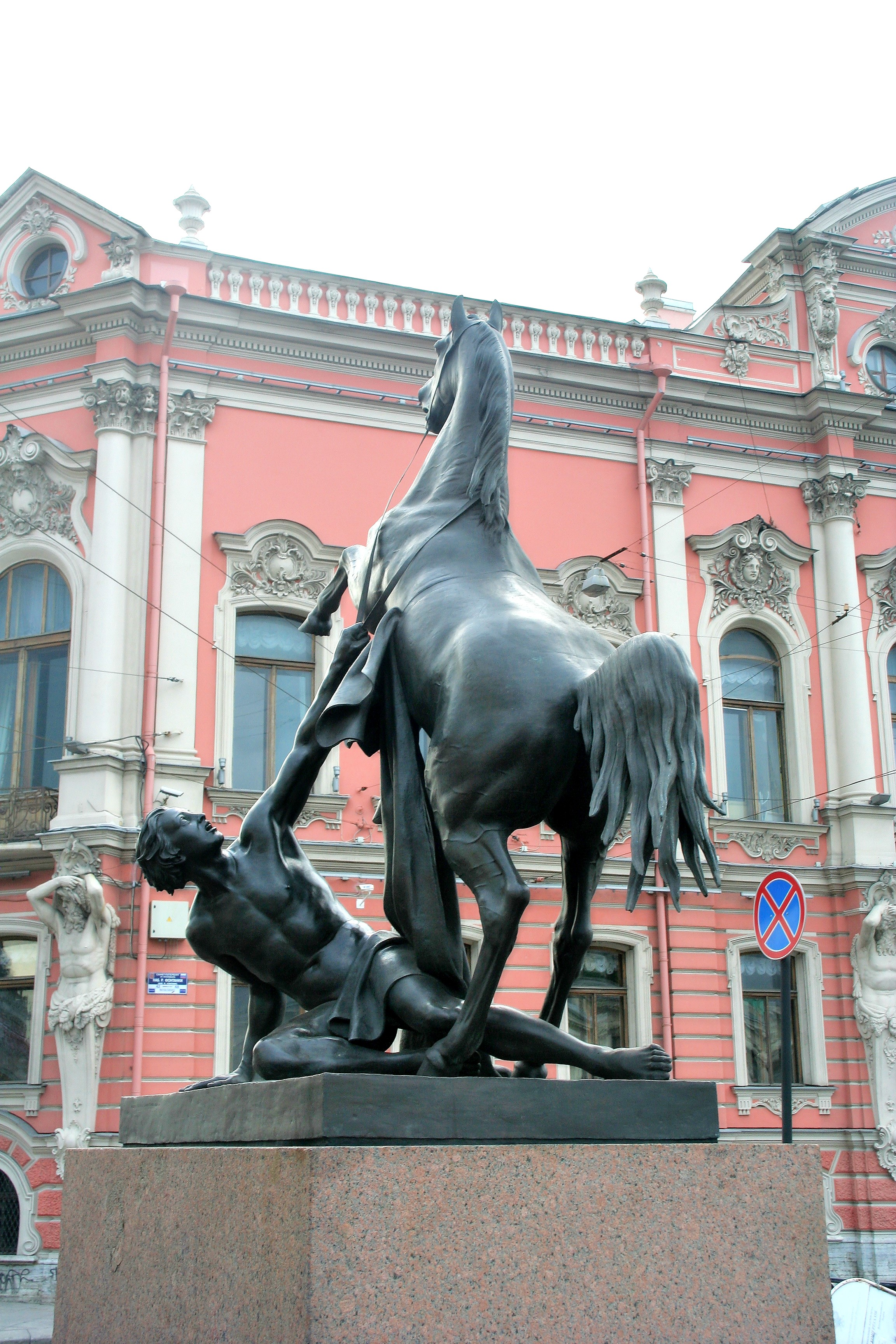
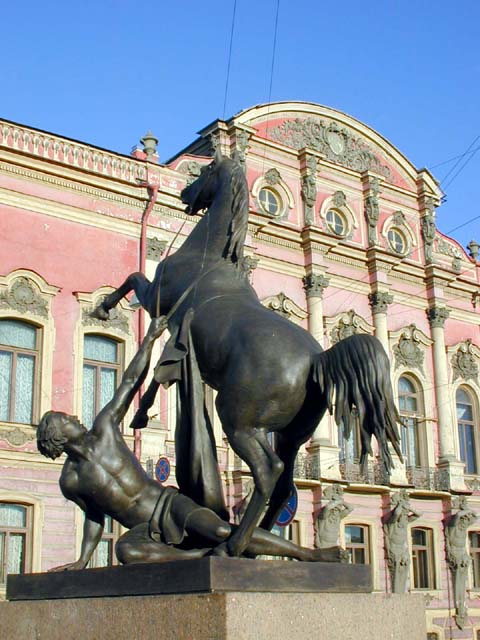
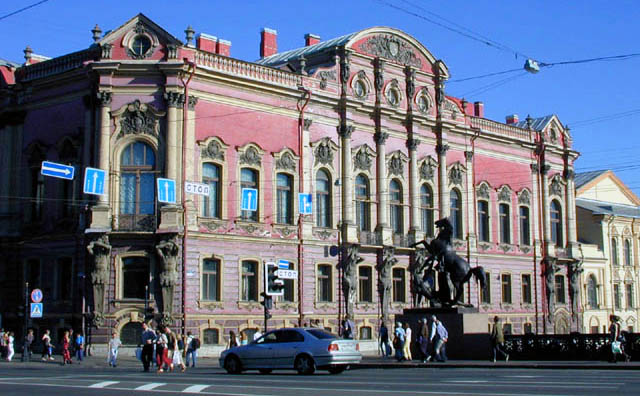
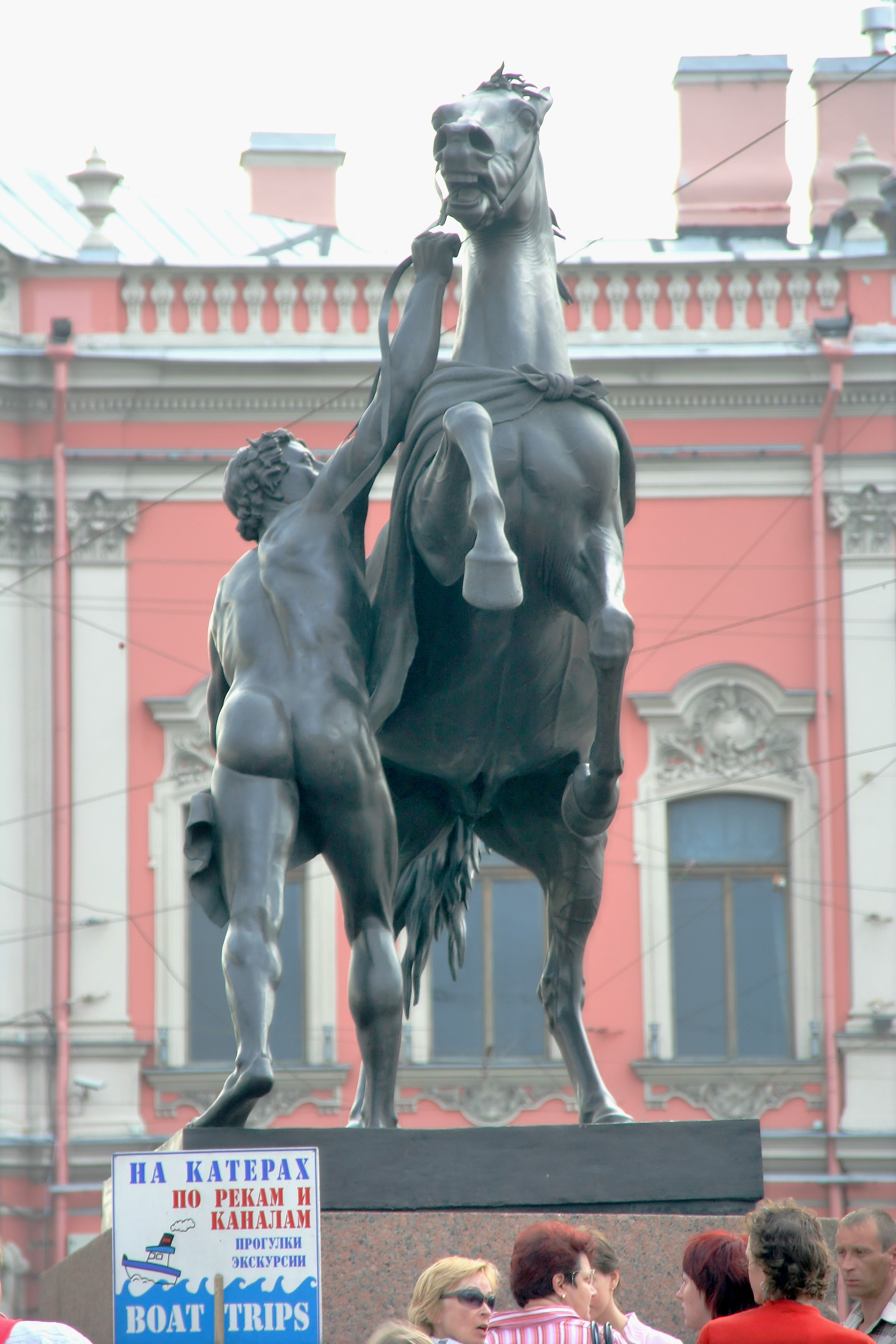
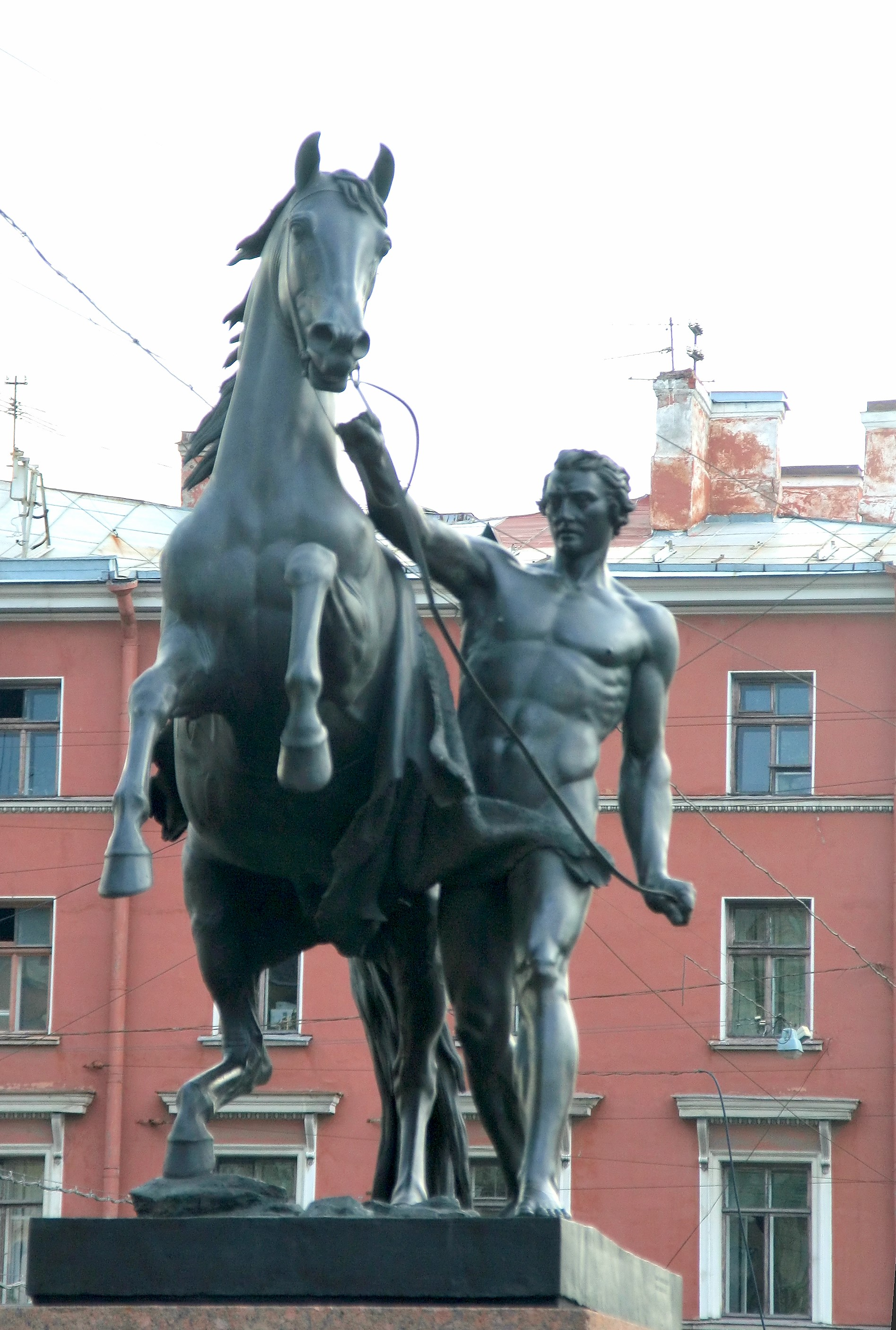
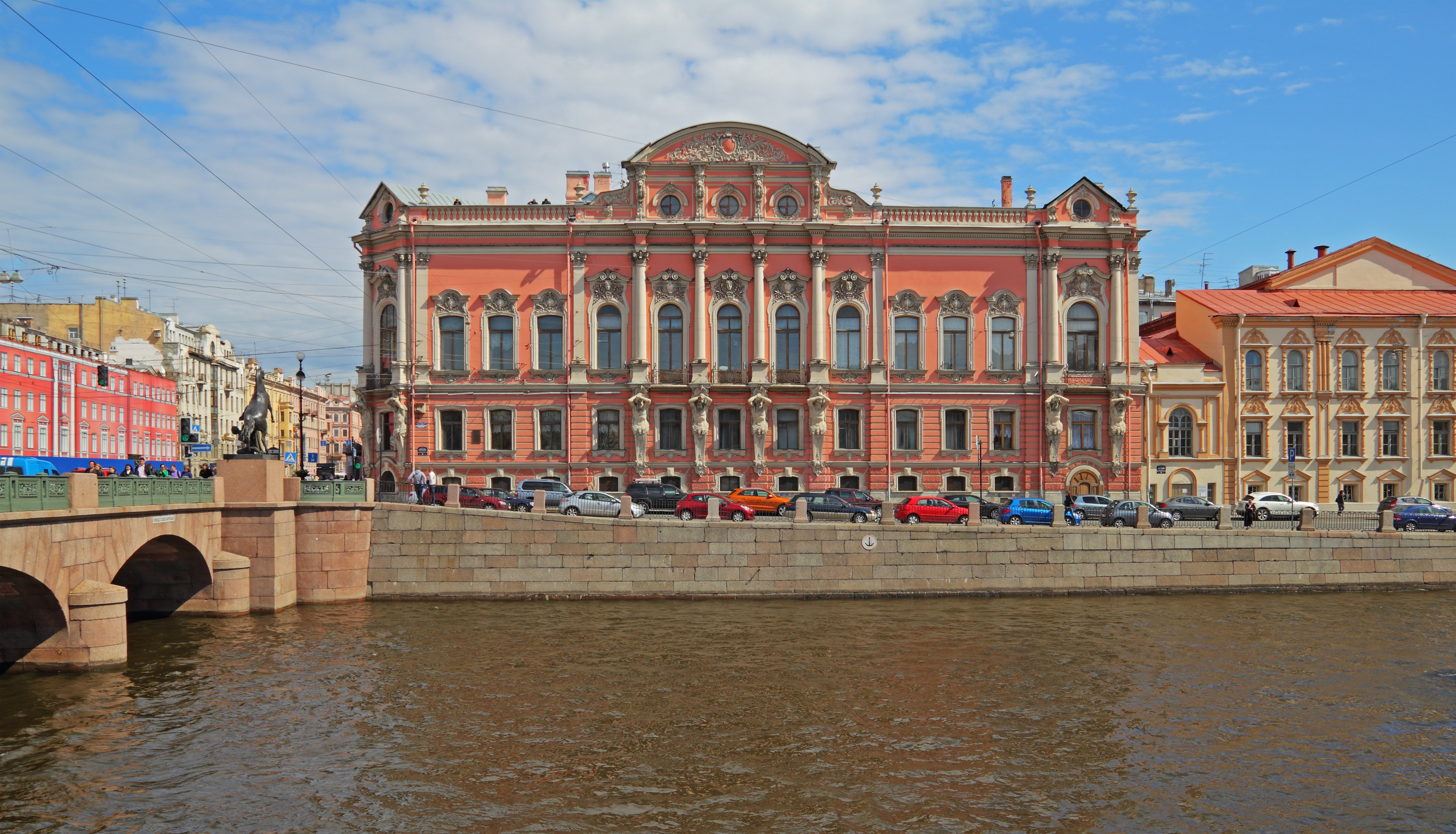